# Believe Music
Believe (також відомий як Believe Digital, Believe Distribution Services та Believe Music) — французька компанія, що розташована у Парижі, та допомагає артистам та звукозаписувальним компаніям "будувати аудиторію та кар'єру", зосереджуючись на музичних технологіях та послугах, зокрема цифровому розподілі у всьому світі. Він має більше 20 брендів та лейблів, зокрема дистриб'ютора для незалежних музикантів TuneCore, дистриб'ютора Groove Attack [Архівовано 27 жовтня 2020 у Wayback Machine.], Believe Distribution Services [Архівовано 24 жовтня 2020 у Wayback Machine.] та лейблі, такі як AllPoints [Архівовано 1 листопада 2020 у Wayback Machine.], Naive [Архівовано 12 травня 2019 у Wayback Machine.] та Nuclear Blast [Архівовано 23 жовтня 2020 у Wayback Machine.].
Believe — провідний цифровий дистриб'ютор незалежної музики. Компанія присутня в 44 країнах.

## Історія

### Початки
Компанія була заснована в 2005 році Денисом Ладегайлері, Арно К'ярамонті та Ніколасом Лакліасом.
У тодішній статті говориться, що "Believe" — це новий цифровий лейбл, заснований професіоналами музики та Інтернету, що дозволяє незалежним виконавцям та лейблам розповсюджувати та просувати свої твори на легальних платформах для завантаження у Франції та за кордоном.

### Зростання
Believe, придбали американську службу розповсюдження для незалежних виконавців TuneCore у квітні 2015 року. Believe Digital, що сприяло збільшенню капітальних інвестицій на 60 млн доларів від Technology Crossover Ventures (TCV) та XAnge. У серпні 2016 року компанія придбала французький незалежний лейбл Naive Records за 10 мільйонів євро, прагнучи покращити вартість великого каталогу компанії, і відновила випуск лейблом нових записів як фізичних компакт-дисків у 2017 році.
У вересні 2018 року Believe придбала 49% акцій французького незалежного лейбла Tôt ou tard від Wagram Music . У жовтні 2018 року компанія Believe придбала мажоритарний пакет акцій німецької марки Nuclear Blast.
Згідно з повідомленнями новин,  Believe прогнозує, що він досягне 700 мільйонів євро доходу в 2019 році, одночасно надаючи послуги та розподіл для 1,5 мільйона художників. До кінця 2019 року, за підрахунками, у ньому буде працювати 1200 співробітників по всьому світу.
Компанія взяла курс на розширення у розвитку ринків цифрової музики, таких як Росія та Індія.  У 2019 році компанія Believe придбала в Мумбаї спеціаліста з виробництва подій у прямому ефірі Entco та переформатувала компанію «Believe Entertainment».

### Believe в усьому світі
Європа, Росія, Азіатсько-Тихоокеанський регіон, Латинська Америка, Північна Америка, Близький Схід та Африка: 1000 працівників

## Діяльність

### Стовпи бізнесу
Технологія: платформа розповсюдження світового класу для зв’язку виконавців контенту, лейблів та постачальників з аудиторією; аналітичні дані в реальному часі, щоб збільшити взаємодію з ними.
Послуги: практична підтримка на замовлення, щоб допомогти всім творцям - від інді-виконавців до відомих зірок розвиватися на кожному етапі їхньої кар’єри.
Охоплення: Зростання на всіх ринках, що розвиваються, та жанрах, які мають значення; максимальне охоплення з потрібними партнерами.
Цінності: Прихильність основним цінностям прозорості, інновацій та партнерства. 

### Бренди, компанії та бізнес-підрозділи
- Tôt ou tard [Архівовано 20 жовтня 2020 у Wayback Machine.]
- Nuclear Blast
- Groove Attack [Архівовано 27 жовтня 2020 у Wayback Machine.]
- AllPoints [Архівовано 1 листопада 2020 у Wayback Machine.]
- Тварина 63 [Архівовано 1 листопада 2020 у Wayback Machine.]
- Музичні записи коледжу [Архівовано 28 жовтня 2020 у Wayback Machine.]
- Sharptone [Архівовано 29 жовтня 2020 у Wayback Machine.]
- Автофокусування [Архівовано 26 жовтня 2020 у Wayback Machine.]
- Драккар [Архівовано 26 жовтня 2020 у Wayback Machine.]
- Mixnauten // Music Service Provider [Архівовано 2 грудня 2020 у Wayback Machine.]
- TuneCore
- Believe Distribution Services [Архівовано 24 жовтня 2020 у Wayback Machine.]
- Believe Entertainment
- Believe Live
- Музика Левіна Керрінгтона

## Художники

### Нинішні артисти
- Moussier Tombola (з 2010)
- Липень (з 2013 р.)
- Djadja & Dinaz (2014-2017, з 2019)
- Дрімки (з 2014)
- PSO Thug (з 2014)
- PNL (з 2015)
- ММЗ (з 2016 р.)
- DTF (з 2016 р.)
- Нафтодолари (з 2016)
- С.Прі Нуар (з 2017)
- Рофф (з 2017)
- Лена Катіна (з 2017)
- Мубарак (з 2017)
- Абу Талл (з 2018)
- H Magnum (з 2018)
- Лео Гане (з 2018)
- Хосс Енфуар (з 2018)
- Барак Адама (з 2018)
- Ленді (з 2018)
- ICO (з 2018)
- FYRE (з 2018)
- КАРАН (З 2019 р.)
- BOYINSPACE (З 2019)
- Аліп Ба Та (з 2020)
- Серранов (з 2020)
- Мтутузелі Мадлебе, також відомий як Еліс Ілухт або MrDEGHT (з 2020 року)
- Левін Керрінгтон (з 2020)

## Нагороди
У вересні 2019 року уряд Франції визначив Believe одним із 40 найперспективніших французьких стартапів з французьким індексом Tech Next40. 
У жовтні 2019 року компанія Believe була визнана європейською компанією «Allstar» на 17-й щорічній премії Investor Allstars у Лондоні. 